# حكومة إسرائيل الرابعة والثلاثون
حكومة إسرائيل الرابعة والثلاثون، تشكلت عام 2015 خلال دورة الكنيست العشرون، استمرت حتى الانتخابات المبكرة في 9 أبريل 2019. ترأس الحكومة بينيامين ناتنياهو عن حزب الليكود.

## تركيبة الحكومة عند تشكيلها
- بنيامين نتانياهو - رئيس الوزراء، وزير الصحة، وزير الخارجية، وزير الاتصالات، وزير التعاون الإقليمي
- موشيه يعالون - وزير الدفاع،  قدم استقالته عام 2016 .
- دافيد أزولاي - وزير الشؤون الدينية
- زئيف إلكين - وزير استيعاب القادمين الجدد والمرشح لتولي وزارة الشؤون الاستراتيجية
- أوفير أكونيس - وزير دولة (بدون حقيبة)
- أوري أريئيل - وزير الزراعة والتنمية الريفية
- زئيف بنيامين بيغن - وزير دولة (بدون حقيبة)
- نفتالي بينت - وزير التربية والتعليم، وزير شؤون أورشليم القدس ويهود الشتات
- أفي غباي - وزير حماية البيئة، حتى 5/2016 .
- يؤاف غلانت - وزير البناء
- غيلا غامليئيل - وزيرة المساواة الاجتماعية
- داني دانون - وزير العلوم والتكنولوجيا والفضاء
- أرييه مخلوف درعي - وزير الاقتصاد، وزير تطوير النقب والجليل
- يسرائيل كاتس - وزير المواصلات والأمان على الطرق، وزير
- شؤون الاستخبارات
- موشيه كاحلون - وزير المالية
- حاييم كاتس - وزير الرفاه والخدمات الاجتماعية
- ياريف ليفين - وزير السياحة، الوزير المسؤول
- عن التواصل بين الحكومة والكنيست
- ميري ريغيف - وزيرة الثقافة والرياضة
- يوفال شتاينتس - وزير البنى التحتية الوطنية والطاقة والمياه
- سيلفان شالوم - النائب الأول لرئيس الوزراء، وزير الداخلية، حتى 12/2015
- أييليت شاكيد - وزيرة العدل
- غلعاد أردان - وزير الأمن الداخلي  (الشرطة)